# Westweg (Fichtelgebirge)
Der Westweg ist ein rund 76 km langer Wanderweg am Westrand des Fichtelgebirges. 

## Verlauf
Er verläuft in Nord-Süd-Richtung von Münchberg zum Rauhen Kulm. Dabei berührt er die geographischen Punkte Weißenstein, Streitau, Gefrees, Ölschnitztal,  Bad Berneck, Weißmaintal, Königsheide, Haidenaabquelle, Ahornberg, Immenreuth, Kemnath und Kastl. Wegen seiner zahlreichen weiten Ausblicke kann er auch als Panoramaweg charakterisiert werden.

## Kennzeichnung
Der Westweg wird vom Fichtelgebirgsverein betreut und gehört zu den Hauptwanderwegen des Vereins, die das Rückgrat des Wegenetzes des Fichtelgebirgsvereins bilden. Das Markierungszeichen des Weges ist ein weißes W auf rotem, rechteckigem Spiegel.